# Água Retorta
Água Retorta é uma freguesia portuguesa do município da Povoação, na ilha de São Miguel, Região Autónoma dos Açores,  com 14,97 km² de área e 429 habitantes (censo de 2021). A sua densidade populacional é 28,7 hab./km².
Situada na zona este da ilha, esta freguesia é dominada pelo verde das montanhas e pastos e tem vista para o mar. A freguesia subdivide-se em duas zonas: Terra Chã e Fagundas, sendo esta última muito menos habitada.
O nome da freguesia provém, segundo Gaspar Frutuoso, de uma ribeira que a atravessa, "contorcendo-se" durante o seu percurso.
A Igreja de Nossa Senhora da Penha de França foi edificada de 1871 a 1885, sendo a torre sineira existente uma reminiscência da ermida da mesma invocação, datada do século XVII. O seu estilo segue o tradicional maneirismo existente em outras igrejas micaelenses.

## Demografia
A população registada nos censos foi:
| Distribuição da População por Grupos Etários | Distribuição da População por Grupos Etários | Distribuição da População por Grupos Etários | Distribuição da População por Grupos Etários | Distribuição da População por Grupos Etários |
| -------------------------------------------- | -------------------------------------------- | -------------------------------------------- | -------------------------------------------- | -------------------------------------------- |
| Ano                                          | 0-14 Anos                                    | 15-24 Anos                                   | 25-64 Anos                                   | > 65 Anos                                    |
| 2001                                         | 115                                          | 84                                           | 233                                          | 65                                           |
| 2011                                         | 100                                          | 67                                           | 253                                          | 69                                           |
| 2021                                         | 66                                           | 68                                           | 228                                          | 67                                           |